# Horronin
Horronin (ang. Spooksville, 2013-2014) – amerykański serial przygodowy stworzony przez Christophera Pike'a oraz wyprodukowany przez Front Street Pictures, Jane Startz Productions i Springville Productions.
Premiera serialu miała miejsce w Stanach Zjednoczonych 26 października 2013 roku na amerykańskim kanale Hub Network. Ostatni odcinek serialu został wyemitowany 17 maja 2014 roku. W Polsce serial zadebiutował 27 października 2014 roku na antenie Disney XD, a 7 marca 2015 roku serial zadebiutował na antenie Disney Channel.

## Opis fabuły
Od wieków nad małym miasteczkiem Spooksville ciąży straszna klątwa. Za sprawą magicznego zaklęcia mieszkańcy są nękani przez nadprzyrodzone zjawiska. Pewnego dnia do osady przybywa nowy chłopak, Adam Freeman (Keean Johnson), który wraz z przyjaciółmi – Sally Wilcox (Katie Douglas) i Watchem Waverlym (Nick Purcha) odkrywają sposób na odczarowanie zaklęcia.

## Obsada

### Główni
- Keean Johnson jako Adam Freeman
- Katie Douglas jako Sally Wilcox
- Nick Purcha jako Watch Waverly
- Morgan Taylor Campbell jako Ann Templeton

### Pozostali
- Samuel Patrick Chu jako Brandon
- Steve Bacic jako George Freeman
- Kimberley Sustad jako Madeline Templeton
- Peter Bryant jako Moorpark
- Frank C. Turner jako burmistrz
- Jacqueline Samuda jako pani Waverly
- Reece Alexander jak oficer Dugan
- Harrison Houde jako Stanley "Scaredy" Katzman
- Glynis Davies jako dyrektor Blackwater
- Patricia Harras jako Dodie Wilcox
- Erica Carroll jako Laurel Hall

## Wersja polska
Wersja polska: SDI Media Polska

Reżyseria: Artur Tyszkiewicz

Dialogi: Elżbieta Pruśniewska

Montaż: Magdalena Waliszewska (odc. 11-12)

Koordynacja produkcji: Beata Cieślak

Wystąpili:
- Wojciech Rotowski – Adam Freeman
- Agata Paszkowska – Sally Wilcox
- Krzysztof Królak – Watch Waverly
- Marta Dobecka – Ann Templeton
- Paweł Krucz –
  - Brandon,
  - Matt,
  - Lance
- Krzysztof Banaszyk – George Freeman
- Ewa Prus –
  - Madeline Templeton,
  - Prima Ballerina
- Aleksander Mikołajczak – burmistrz
- Anna Wodzyńska – pani Waverly
- Jacek Król – oficer Dugan
- Bernard Lewandowski –
  - Stanley "Scaredy" Katzman,
  - Marvin
- Olga Omeljaniec –
  - Dodie Wilcox,
  - Beth Wickers
- Anna Gajewska –
  - Laurel Hall,
  - Doom Ninja
- Jan Barwiński – Neil
- Aleksandra Kowalicka – Cindy
- Kamila Boruta – Tira
- Karol Wróblewski – Moonbean
- Dominika Sell – Daniela
- Wojciech Chorąży – Bill
- Paweł Szczesny – Komandor Whalepanz
- Michał Podsiadło –
  - Bryce,
  - Chadsworth
- Tomasz Steciuk – pan Chloro
- Hanna Kinder-Kiss – różne głosy
- Janusz Wituch – różne głosy
- Waldemar Barwiński – różne głosy

Lektor: Artur Kaczmarski

## Spis odcinków
| Światowa premiera | Polska premiera | N/o | Polski tytuł              | Oryginalny tytuł        |
| ----------------- | --------------- | --- | ------------------------- | ----------------------- |
|                   |                 |     |                           |                         |
| SERIA PIERWSZA    |                 |     |                           |                         |
|                   |                 |     |                           |                         |
| 26.10.2013        | 07.03.2015      | 01  | Sekretna ścieżka          | The Secret Path         |
| 26.10.2013        | 08.03.2015      | 02  | Sekretna ścieżka          | The Secret Path         |
|                   |                 |     |                           |                         |
| 30.10.2013        | 21.03.2015      | 03  | Zły dom                   | The Evil House          |
|                   |                 |     |                           |                         |
| 02.11.2013        | 14.03.2015      | 04  | Wyjący duch               | The Howling Ghost       |
|                   |                 |     |                           |                         |
| 09.11.2013        | 15.03.2015      | 05  | Nawiedzona grota          | The Haunted Cave        |
|                   |                 |     |                           |                         |
| 16.11.2013        | 22.03.2015      | 06  | Strachy z szafy           | The Thing in the Closet |
|                   |                 |     |                           |                         |
| 23.11.2013        | 28.03.2015      | 07  | Wewnętrzny ogień          | The Fire Inside         |
|                   |                 |     |                           |                         |
| 30.11.2013        | 29.03.2015      | 08  | Kamień życzeń             | The Wishing Stone       |
|                   |                 |     |                           |                         |
| 07.12.2013        | 11.04.2015      | 09  | Zły kot                   | The Wicked Cat          |
|                   |                 |     |                           |                         |
| 14.12.2013        | 12.04.2015      | 10  | Niebyty                   | The No Ones             |
|                   |                 |     |                           |                         |
| 21.12.2013        | 18.04.2015      | 11  | Mroczne miejsce           | The Dark Corner         |
|                   |                 |     |                           |                         |
| 08.03.2014        | 19.04.2015      | 12  | Skorupiak                 | Shell Shock             |
|                   |                 |     |                           |                         |
| 15.03.2014        |                 | 13  | Kwiaty Zła                | Flowers of Evil         |
|                   |                 |     |                           |                         |
| 22.03.2014        |                 | 14  | Telefon Strachu           | Phone Fear              |
|                   |                 |     |                           |                         |
| 29.03.2014        |                 | 15  | Krytyczna Opieka          | Critical Care           |
|                   |                 |     |                           |                         |
| 05.04.2014        |                 | 16  | Napęd Krwi                | Blood Drive             |
|                   |                 |     |                           |                         |
| 12.04.2014        |                 | 17  | Ojcowie i Synowie         | Fathers and Sons        |
|                   |                 |     |                           |                         |
| 19.04.2014        |                 | 18  | Samotny Gnom              | Gnome Alone             |
|                   |                 |     |                           |                         |
| 26.04.2014        |                 | 19  | Oh Potworze, Mój Potworze | Oh Monster My Monster   |
|                   |                 |     |                           |                         |
| 03.05.2014        |                 | 20  | Labirynt                  | The Maze                |
|                   |                 |     |                           |                         |
| 10.05.2014        |                 | 21  | Bieg                      | Run                     |
|                   |                 |     |                           |                         |
| 17.05.2014        |                 | 22  | Kamień                    | Stone                   |
|                   |                 |     |                           |                         |